# Tessaoua
Tessaoua est une ville du département de Tessaoua, dans la région de Maradi, au sud du Niger.

## Géographie

### Administration
Tessaoua est une commune urbaine du département de Tessaoua, dans la région de Maradi au Niger.

C'est le chef-lieu de ce département.
La ville est jumelée avec  Conflans-Sainte-Honorine (France) depuis 1997, située à 3 960 kilomètres.
Site de l'Association AJCT Coopération Décentralisée entre Conflans Ste Honorine et Tessaoua : http://ajct.free.fr/

### Situation
Tessaoua est située à environ 140 km à l'est-nord-est de Maradi et 795 km au est de Niamey, la capitale du pays
.
| Kanan-Bakaché | Kanan-Bakaché | Ourafane         |
| Kanan-Bakaché | Tessaoua      | Maïjirgui        |
| Aguié         | Gazaoua       | Baoudetta, Koona |

## Population
Lors du dénombrement de la population réalisé en 1929, la localité de Tessaoua est la cinquième de la Colonie du Niger avec 3 214 habitants.
La population de la commune urbaine était estimée à 166 682 habitants en 2011
,.

## Économie

### Services postaux
Niger Poste attribue au bureau de Tessaoua le code postal : 4001

### Transport et communication
La ville se trouve sur la route nationale N1, le grand axe ouest-est Niamey-Dosso-Maradi-Zinder-Diffa-N'Guigmi.
L'aéroport de Tessaoua dessert la ville et les environs.